# Николай Миклухо-Маклай в мифологии и культуре папуасов
Николай Николаевич Миклухо-Маклай трижды побывал в экспедициях на северо-восточном побережье Новой Гвинеи: с 20 сентября 1871 по 19 декабря 1872 года, с 27 июня 1876 по 6 ноября 1877 года и с 17 по 23 марта 1883 года. Во время двух длительных путешествий он успешно вступил в контакт с аборигенами — народом бонгу, — в некоторой степени изучил язык и в результате стал персонажем фольклора и мифологии. Первые мифы о Маклае были записаны немецкими миссионерами в 1906 году, когда ещё были живы люди, лично знавшие и запомнившие путешественника. Мифологические тексты не являлись позднейшей трансформацией исторических преданий и существовали параллельно. Миклухо-Маклай ввёл в обиход некоторые инструменты и сельскохозяйственные культуры, русские названия которых вошли в язык бонгу, а далее благодаря торговым связям распространились по территории страны. «Русские слова», большинство которых не связано с русским языком, указывают в новогвинейских языках на западные инновации, а количество слов, отсылающих к образу Миклухо-Маклая — культурного героя, — постоянно растёт.
А. В. Туторский выделял три образа Миклухо-Маклая в мифологии папуасов. В преданиях, зафиксированных в начале XX века, он выступал как классический культурный герой: останавливал войны, дарил железные топоры, обращал племена к земледелию и призывал островитян переселяться на материк. К 1940—1950-м годам Маклай был связан с карго-культом: теперь он вручал папуасам флаг в знак завета с высшими силами, рассуждал о независимости папуасов от колониализма и даровал им пищу и европейские товары, включая консервы, соль и рис. В текстах начала XXI века, записанных российской экспедицией МАЭ в 2010 году, Маклай был получателем магических знаний аборигенов: этот образ обосновывал необходимость сотрудничества с европейцами. Социально-экономическая основа данного мифа отлично осознаётся аборигенами. С начала XX века предания о Маклае постепенно проникали и к горным племенам, в мифологии которых его образ больше связывался с миссионерами-просветителями и даже Иисусом Христом. В этих преданиях он именовался Магарай или Магруай. Земля клана Горендук, на которой Миклухо-Маклай впервые высадился в 1871 году и построил первую стационарную базу, считается своего рода «Землёй обетованной», на которой в 2017 году была построена новая деревня народа бонгу, получившая имя обожествлённого путешественника.

## Историография
После создания германской колонии «Земля императора Вильгельма» в 1884 году, Отто Финш, Гуго Цёллер, Отто Демпвольфф, изучавшие языки местных народов, записали несколько преданий о Миклухо-Маклае на островах Били-Били и Кар-Кар. Далее в одной из деревень обосновалась Рейнская лютеранская миссия, сотрудники которой, в первую очередь врач Бернхард Хаген, и миссионеры — Август Ханке, Георг Эйферт, Альберт Гоффман, Якоб Вельш — постоянно сталкивались с реальными воспоминаниями и сложившимися преданиями о Миклухо-Маклае. По просьбе Д. Н. Анучина Б. Хаген на основе собранных материалов опубликовал в 1903 году статью «Воспоминания о Н. Н. Миклухо-Маклае у жителей бухты Астролябии на Новой Гвинее». Лютеранская миссия и позднее собирала этнографические материалы, но они были опубликованы лишь частично. В опубликованной в 1964 году книге Питера Лоуренса «Путь карго» описана история контактов папуасов Берега Маклая с европейцами между 1871—1950 годами, и в первую очередь — с самим Миклухо-Маклаем. По словам автора новейшего библиографического издания «Религии в Меланезии» Гарри Тромпфа, «это лучшая книга о карго-культах». Дальнейшее развитие культа Маклая лишь спорадически описывалось в научной литературе, причём в одной из публикаций 1960-х годов было зафиксировано, что Маклая даже могли отождествлять с Иисусом Христом.
В мифологии Берега Маклая и в течение XX века существовал образ Н. Н. Миклухо-Маклая, но он сложнее представлений о культурном герое, поскольку содержал верование о «белом папуасе» как о далёком предке. Советская этнографическая экспедиция 1971 года столкнулась с верой папуасов в Маклая в рамках карго-культа. Когда члены экспедиции прибыли в деревню Бонгу, сопровождавший их представитель местной администрации в первый же день настоятельно попросил советских учёных не ходить группами на мыс Гарагаси (там установлена мемориальная плита в память о пребывании Н. Н. Миклухо-Маклая в 1871—1872 годах), а главное — не устраивать вблизи неё никаких торжественных церемоний. Он предупредил, что папуасы могут истолковать такие церемонии в свете идей карго-культа: люди подумают, что под плитой зарыты присланные им товары, и начнут здесь раскопки. Дополнительные сведения были собраны во время экспедиции 1977 года, но её участники, в основном, рассматривали сообщаемые папуасами мифы как исторические тексты, на основании которых можно прояснить малоизвестные периоды жизни Миклухо-Маклая на Новой Гвинее. Новые мифы были записаны в экспедициях 1994 и 2010 годов.

## Мифы и предания о Маклае
А. В. Туторский условно делил папуасские предания о Маклае на две группы. Первая — наиболее многочисленная — включает небольшие мифологические предания, главным действующим лицом в которых является Миклухо-Маклай. Предания второй группы, так называемые «полные», более похожи на исторические, и как показали исследования 2010 года, зачастую основаны на опубликованных дневниках исследователя или книгах о нём. Дополнения устного предания из письменных источников и даже радиопередач зафиксировал и Д. Д. Тумаркин в 1977 году. Отдельный вид преданий циркулирует в среде потомков Туя — первого папуаса, с которым Маклай вступил в контакт; праправнук его являлся в 2014 году старейшиной клана Горендук. Основные этапы развития мифологии могут быть перечислены нижеследующим образом.

### Легенды о культурном герое
Первые впечатления от прибытия русского корабля и высадки Маклая были осмыслены жителями деревни Богатьим в рамках мифа о предках, зафиксированного миссионером Томасом и пересказанного Б. Хагеном. Появление «Витязя» было воспринято как величайшее бедствие, повлекшее массовое жертвоприношение собак и свиней, а когда папуасы впервые увидели Маклая, решили, что вернулся Ротей (Великий Прадед) — добрый дух предков. Однако когда раздался пушечный салют, туземцы решили, что явился злой дух Бука. Примечательно, что мифологическое сознание не сохранило сведений, как выглядел корабль или сам Миклухо-Маклай, какие были вручены подарки, и т. д.; то есть первый контакт и мыслился как контакт с духом. Более того, сложно определить, кого считали духом — самого Миклухо-Маклая или «Витязь». Непосредственно с этим связаны культуртрегерские мифы, первый из которых зафиксирован в 1906 году. Незадолго до того из-за восстания папуасы островов Били-Били, Ябоб, Грагер, Сиар и Риво были переселены колониальной администрацией на материк, и для мифологического обоснования возник миф о культурном герое Маклае, который дал островитянам железные орудия и повелел переселяться на материк работать на плантациях. В пересказе Н. А. Бутинова миф выглядел так:

«Наши предки раньше не работали [на плантациях]. Они выменивали пищу у людей Сиар и Грагер за горшки. Теперь мы сами работаем, но раньше наши предки не работали, они жили доходами от гончарства. Тогда пришёл Маклай и дал им — дал нам — железо; теперь мы работаем с помощью ножей и топоров. Маклай говорил: „О, люди Били-Били, идите с моими ножами, с моими топорами, которые я вам дал, на плантации и обрабатывайте поля, работайте и ешьте, ваши каменные топоры не острые, они тупы. Бросьте их в лес, они плохие, не годятся, они тупы“. Так говорил Маклай…».

### Переход от мифов о культурном герое к карго-культам
Данная разновидность преданий выделяется потому, что процессы аккультурации у разных папуасских племён протекали неодинаково. Когда в 1930-е годы на побережье Берега Маклая стали зарождаться карго-культы, к племенам горных районов только начинали проникать мифы о Миклухо-Маклае. В горских языках имя трансформировалось в Магарай или Магруай, но его носитель не является культурным героем. Он также не призывает к борьбе с белыми, от его имени не вещали пророки. Однако герой Магарай имеет много общего с историческим прототипом: он ходит от деревни к деревне, не пытается повелевать папуасами, однако интересуется черепами разных животных и знает языки и обычаи разных племён. Иными словами, главная функция легенд и преданий такого типа — в пропаганде важности традиционной культуры. Одно из первых преданий переходного к карго-культу типа было зафиксировало Э. Ханнеманом в 1930-е годы у племени грагед в окрестностях Маданга: Маклай носил под мышкой большую книгу и предписывал обычаи. «Сюжет об „обучении традициям“, подчеркивающий важность традиций по сравнению с европейской культурой, свидетельствует о том, что в сознании папуасов происходят важные сдвиги». Большой комплекс преданий о белом человеке, пришедшем прежде других белых, зафиксирован у племени симбу (в литературе также «чимбу»). Американский антрополог К. Рэмбо в 1985—1988 годах зафиксировал 37 вариантов предания о существе Магруай. По мнению А. Туторского, в легендах о Магруае в большей степени отразился не образ Маклая, а манера поведения и внешний вид христианских миссионеров и некоторые евангельские сюжеты, в том числе насыщения пяти тысяч человек пятью хлебами и хождения по водам. По мере смены поколений становится очевидным сближения образов Магруая и Христа, однако в предании присутствуют и курьёзные сюжеты из дневников настоящего Миклухо-Маклая.

### Мифы карго-культов
Восприятие белого человека в папуасской мифологии радикально поменялось в конце 1940-х годов. Соответственно, и Маклай из воплощения духов предков и учителя превратился в подателя благ — «карго». Подобного рода предание было зафиксировано в 1975 году М. Меннис на острове Грагед: «Маклай сказал Кудаму и Мальбаку с помощью жестов: „Вы не должны бояться“. Затем Маклай дал им флаг и сказал: „Через какое-то время я вернусь“. Он дал им мясо, консервированную рыбу в банках, еду. Этот флаг был большим тамбу (тамбу — по всей вероятности материальное воплощение духа предка, также tumbuna, tabuna), его выносили во время сингсингов (племенных праздников)». Авторитет Маклая использовался для обоснования базового предания карго-движений: карго изначально принадлежал аборигенам, а белые захватили его незаконно. Сюжет о флаге также является важным элементом предания: флаг — это священный предмет, воплощения тайны карго и символ восстановления справедливости и культа предков. В предании о Маклае, зафиксированном советской экспедицией в 1971 году, акт дарения товаров является ключевым моментом. Оно было записано от старейшего жителя Бонгу, лично помнившего младших современников Миклухо-Маклая, который даже узнал их на рисунках учёного. Маклай в данном предании выступает как даритель европейских нововведений — табака, соли и риса, которые не имели отношения к подлинной деятельности Н. Н. Миклухо-Маклая.

### Современные предания
Предания, зафиксированные в экспедиции 2010 года, продемонстрировали новые перемены в мифологии Маклая. На смену божеству карго пришёл более похожий на человека персонаж. Так, в одном из преданий Маклай ставится на один уровень с Туем (который был шаманом-рыболовом, судя по сообщениям его потомков), а их дружба становится мифологическим отражением независимости Папуа — Новой Гвинеи. В новых преданиях роль Туя в первом контакте стала значительно более активной. Отчасти это служило обоснованию особого статуса клана Горенду, а роль Туя в общении с Маклаем позволяет клану претендовать на особый статус в общине и даже легитимизирует в сознании бонгу необходимость получения денежных субсидий от России. Законность субсидий «обосновывается» обменом магическими знаниями.

## Русские слова в папуасских языках и Миклухо-Маклай
Жители дистрикта Маданг относятся к двум большим филам: австронезийской и трансновогвинейской. На языках первой филы во времена Миклухо-Маклая говорили на островах и в нескольких деревнях на побережье. Культура племён — носителей австронезийских языков обладает более высокими технологиями, чем у соседей: строительством каноэ и гончарством. Горшки служили основой меновой торговли, носители австронезийских языков путешествовали вдоль побережья и выступали проводниками культурных инноваций. Соответственно, культура и мода носителей австронезийских языков воспринимается папуасами как элитарная, тогда как обычаи и языки трансновогвинейской филы, по словам А. Туторского, «занимают место на ступень ниже». О пребывании Миклухо-Маклая в этом регионе свидетельствует вхождение в местные языки русских слов. Наиболее известны из них — «топор», «кукуруза» и «арбуз». Однако в аборигенной культуре сложился определённый пласт «русских слов» (многие из которых не имеют отношения к русскому языку), связанный с представлениями о Маклае как культурном герое. Впервые русские слова в языках Залива Астролябии описал в 1884 году Отто Финш. Действительно, в современный язык Бонгу прочно вошло слово «тапорр». Однако О. Финш, хотя и бывал в России, обладал лишь самым элементарным знанием русского языка, и не понимал, что словоупотребление папуасов в условиях исключительного языкового многообразия имеет свою специфику. Миклухо-Маклай столкнулся с этим явлением ещё во время первого путешествия на Новую Гвинею:

«…у диких племён вообще есть обыкновение повторять ваши слова. Вы говорите, указывая на хороший предмет: „Казь“; туземец вторит вам: „Казь“, и вы думаете, что он понял вас, а папуасы думают, что вы говорите на своем языке, и стараются запомнить, что вы такую-то вещь называете „казь“».
В словаре языка бонгу А. Ханке (1909) как заимствования из русского помечены слова: «tapor», «gugrus» —
кукуруза, «papai» — дынное дерево. Слово «арбуз» в основной части словаря отсутствует, но упоминается во введении. Вероятно, что и слово «рис» в бонгуанском языке имело заимствованный характер, поскольку произносилось на русский манер («ris», а не «rais»). Русские слова вошли в языки и некоторых других народов Берега Маклая. По А. Хоффману, на языке бом (деревня Богати в дневниках Миклухо-Маклая) железные топоры назывались «taporr», кукуруза — «gurkus», некоторые виды тыкв и папайи — «abrus». На языке жителей острова Били-Били топоры назывались «sapor», но названия растений там не закрепились, из-за слабого развития земледелия. О. Финш писал, что тыквы на острове Били-Били называли словом «Маклай». Также А. Туторский отмечал, что русское слово «taporr» в большинстве местных языков не вытеснило исконного названия инструмента, которое применялось по отношению к каменным изделиям. Вообще слово «маклай» использовалось при общении папуасов и европейцев, обозначая все нововведения в жизни жителей Новой Гвинеи: папайи, арбузы, топоры и т. д. Использовалось оно и для обозначения европейцев у племён, которые не имели регулярного контакта с белыми.
Участники советских и российских экспедиций целенаправленно изучали наличие русских слов в папуасских языках. Д. Д. Тумаркин в 1971 году зафиксировал, что слово «топор» произносилось как «схапор». Он также подтверждает, что ко многим словам прибавляется имя учёного: «дьигли Маклай» (огурец), «валю Маклай» (тыква). Другой участник этой экспедиции, фольклорист Б. Н. Путилов, указывал, что корову называют словосочетанием «бик Маклай». В ряде случаев русские слова были утрачены, но мифологическая связь между обозначаемым предметом и Маклаем — осталась. А. Туторский в экспедиции 2010 года отметил, что вследствие регулярного посещения Новой Гвинеи русскими туристами папуасы получили представление о правильном произношении русских слов, но сохранились и старые их формы: «схапор-топор». Количество слов, связанных с Миклухо-Маклаем, постоянно увеличивается. Если в 1970-е годы связь слов с памятью о Миклухо-Маклае подчёркивалась прибавлением имени «Маклай», то в 2010 году эти слова назывались «русскими». То есть в языке бонгу так называемые «русские слова» не являются заимствованиями, а представляют собой часть мифологического мировоззрения, в котором «русскость» и связь с Маклаем исполняют определённые функции.

## Комментарии
1. ↑  В русском переводе исчез сюжет о том, что Маклай призывал папуасов покинуть острова и переселиться на материк.
2. ↑  Миклухо-Маклаю понадобилось четыре месяца, чтобы уяснить, что слово казь в языке бонгу обозначало табак.